# 篠森ゆりこ
篠森 ゆりこ（しのもり ゆりこ、1967年 - ）は、日本の翻訳家、作家。
石川県生まれ。早稲田大学政治経済学部卒業。
出版社勤務を経て渡米、ミルズ・カレッジ英米文学修士課程修了。

## 著書
- 『ハリエット・タブマン - 彼女の言葉でたどる生涯』（法政大学出版局） 2020

## 訳書
- 『幸せになる技術 - 心の目覚めのための21のエクササイズ』（スリクマー・S・ラオ、早川書房） 2006
- 『ロングテール - 「売れない商品」を宝の山に変える新戦略』（クリス・アンダーソン、早川書房） 2006
『ロングテール(アップデート版) - 「売れない商品」を宝の山に変える新戦略』（クリス・アンダーソン、早川書房） 2009
- 『スヌープ! - あの人の心ののぞき方』（サム・ゴズリング、講談社） 2008
- 『私たち崖っぷち』上・下 （ジョシュア・フェリス、河出書房新社） 2011
- 『ハウスキーピング』（マリリン・ロビンソン、河出書房新社） 2018

### イーユン・リー
- 『千年の祈り』（イーユン・リー、新潮社） 2007
- 『さすらう者たち』（イーユン・リー、河出書房新社） 2010
- 『黄金の少年、エメラルドの少女』（イーユン・リー、河出書房新社） 2012
- 『独りでいるより優しくて』（イーユン・リー、河出書房新社） 2015
- 『理由のない場所』（イーユン・リー、河出書房新社） 2020

## 共訳書
- 『大冒険時代 - 世界が驚異に満ちていたころ 50の傑作探検記』（マーク・ジェンキンズ編、早川書房） 2007
- 『記憶に残っていること 新潮クレスト・ブックス 短篇小説ベスト・コレクション 』（堀江敏幸編、新潮社、新潮クレスト・ブックス） 2008
- 『池澤夏樹=個人編集 世界文学全集　短篇コレクションI』（池澤夏樹編、河出書房新社） 2010